# Suriname International 2018
Die Suriname International 2018 im Badminton fanden vom 13. bis zum 18. November 2018 in Paramaribo statt.

## Sieger und Platzierte
| Disziplin    | Gold                                                         | Silber                                 | Bronze                            |
| ------------ | ------------------------------------------------------------ | -------------------------------------- | --------------------------------- |
| Herreneinzel | Kevin Cordón                                                 | Elias Bracke                           | Adam Mendrek                      |
| Herreneinzel | Kevin Cordón                                                 | Elias Bracke                           | Maxime Moreels                    |
| Dameneinzel  | Lianne Tan                                                   | Daniela Macías                         | Diana Corleto Soto                |
| Dameneinzel  | Lianne Tan                                                   | Daniela Macías                         | Nikte Sotomayor                   |
| Herrendoppel | Dennis Coke Anthony McNee                                    | Jonathan Solís Rodolfo Ramírez         | Shae Michael Martin Dakeil Thorpe |
| Herrendoppel | Dennis Coke Anthony McNee                                    | Jonathan Solís Rodolfo Ramírez         | Denzel Sweet Alain Toney          |
| Damendoppel  | Daniela Macías Dánica Nishimura                              | Diana Corleto Soto Nikte Sotomayor     | Santusha Ramzan Jill Sjauw-Mook   |
| Damendoppel  | Daniela Macías Dánica Nishimura                              | Diana Corleto Soto Nikte Sotomayor     | Monyata Riviera Tamisha Williams  |
| Mixed        | Cesar Adonis Brito Gonzalez Bermary Altagracia Polanco Muñoz | Mitchel Wongsodikromo Katherine Wynter | Bradley Pilgrim Monyata Riviera   |
| Mixed        | Cesar Adonis Brito Gonzalez Bermary Altagracia Polanco Muñoz | Mitchel Wongsodikromo Katherine Wynter | Dakeil Thorpe Tamisha Williams    |